# 東京都の城
東京都の城（とうきょうとのしろ）は東京都内にかつてあった城館をとりまとめたものである。

## 特別区

### 板橋区
- 赤塚城
- 志村城（板橋城、篠田城）

### 江戸川区
- 長島高城

### 葛飾区
- 葛西城

### 北区
- 平塚城

### 渋谷区
- 渋谷城（金王丸城）

### 世田谷区
- 奥沢城
- 世田谷城

### 千代田区
- 江戸城

### 練馬区
- 石神井城
- 練馬城

### 港区
- 品川台場

## 多摩地域

### あきる野市
- 網代城
- 阿伎留城
- 今井城
- 戸倉城

### 稲城市
- 小沢城（所在地は川崎市多摩区だが、敷地の一部が稲城市にまたがっていたと思われる）

### 青梅市
- 勝沼城
- 辛垣城
- 今井城

### 多摩市
- 関戸城

### 調布市
- 深大寺城

### 八王子市
- 小田野城
- 片倉城
- 浄福寺城
- 高月城
- 滝山城
- 八王子城
- 初沢城

### 日野市
- 高幡城

- 平山城　－　私鉄の京王線には平山城址公園という駅が存在し、平山城址公園という公園は実際に存在するが、平山城がいかの様なものだったかの詳細を示すものはほとんど残っておらず、本当に城があったかすらわかっていない。

### 町田市
- 小野路城
- 小山田城
- 殿丸城
- 成瀬城
- 三輪城
- 元木山城